# Adelospondylus
Adelospondylus watsoni es una especie de lepospóndilo que vivió a finales del Carbonífero Inferior en lo que hoy es Escocia. A. watsoni fue nombrado por Carroll (1967), siendo asignado en 1988, por el mismo autor, al grupo Adelogyrinidae. Presentaba extremidades muy reducidas y un cuerpo elongando adaptado a una vida acuática. Poseía además un cráneo de 5 cm de largo y un largo total estimado de 50 cm.